# Ladonia
Pour les articles homonymes, voir Ladonia (homonymie).
La République royale de Ladonia (en suédois: Ladonien) est une micronation, proclamée en 1996 à la suite d'une bataille judiciaire de longues années entre l'artiste Lars Vilks et les autorités de Suède à propos de deux sculptures dont il est l'auteur. Le territoire revendiqué se situe dans la réserve naturelle de Kullaberg, formant une enclave dans le Sud du pays. Elle n'est reconnue par aucune nation, seulement par d'autres micronations.

## Histoire
| \| Localisation sur la carte de Suède · Ladonia \| Localisation sur la carte de Suède Ladonia. |
| Localisation sur la carte de Suède · Ladonia                                                   |

En 1980, Lars Vilks commence la construction de deux sculptures, Nimis (« Sans titre », une structure composée de 75 tonnes de bois déposé par la mer) et Arx (« forteresse », faite en pierre) dans la réserve de Kullaberg, dans le Nord-Ouest de la Scanie, près du village d'Arild, commune de Höganäs. L'emplacement des sculptures est difficile à atteindre et elles ne sont connues que deux ans après leur élévation, lorsque le conseil municipal déclare ces sculptures comme des bâtiments et qu'en conséquence, au vu de la loi, elles doivent être détruites. Les sculptures deviennent pourtant une attraction touristique.
Vilks fait appel de la décision, mais perd. Il fait appel à plusieurs reprises, le gouvernement suédois propose sa médiation. Nimis est alors racheté auprès de Vilks par Christo et Jeanne-Claude, après la mort de Joseph Beuys, qui en était devenu propriétaire en 1984.
En 1996, Vilks déclare la micronation de Ladonia en signe de protestation envers le conseil local.
En 1999, une autre sculpture, Omfalos, est créée. Elle est faite de pierres et de béton, fait 1,61 m de hauteur pour un poids d'une tonne. La Fondation Gyllenstiernska Krapperup, formée pour promouvoir l'art et la culture, porte plainte. En août 1999, le tribunal du district ordonne son retrait. La fondation demande aussi le retrait de Nimis et d'Arx, mais le tribunal rejette sa demande. Elle fait appel à la Cour Suprême, qui rejette aussi sa demande. La police ne peut pas identifier Vilks comme l'auteur, mais le tribunal considère que si.
La suppression d'Omfalos fait l'objet d'une controverse. Vilks demande un moyen acceptable de retirer son œuvre. Il propose de la faire exploser le 10 décembre 2001, le jour de la remise du prix Nobel de la paix. Le conseil du comté prend une décision le 7 décembre qui ne sera révélée que le 10. Entre-temps, l'artiste Ernst Billgren (sv) rachète la sculpture à Vilks et demande qu'elle ne soit pas endommagée. Dans les premières heures du 9 décembre, un bateau-grue envoyé par les autorités enlève la sculpture et une facture de 92 500 couronnes est envoyée à Vilks. Malgré la demande du nouveau propriétaire, la sculpture est endommagée durant la manutention.
Par la suite, Vilks demande au conseil local pour élever un monument rendant hommage à Omfalos là où elle se trouvait. Une autorisation est accordée, sous condition que le monument ne fasse pas plus de 8 cm de haut. Cette condition est respectée, l'œuvre est inaugurée le 27 février 2002.
En juillet 2006, un site web satirique, « les Forces de la Coalition Armée des Internet » (« the Armed Coalition Forces of the Internets », ACFI), déclare la guerre à la micronation, sous prétexte qu'elle n'a pas reconnu les droits à Internet et au piratage à ses citoyens.
En 2013, la reine est Carolyn de Ladonia, le président est Christopher Mathéos et le vice-président est le lieutenant-colonel Son Illustre Altesse Osborne Wrigley-Pimley-McKerr III, comte Wrigley de Håle. Les élections de 2016 et 2019 ne dégagent pas de vainqueur et la présidence est depuis assumée par « les vieilles chaussures du Président ».
Après avoir aboli le poste de président en novembre 2019, Frans Brood est élu Premier ministre par le Conseil royal en mars 2020.

## Citoyenneté et constitution
Au moment de sa création, Ladonia n'avait aucune population. En 2020, il y avait près de 23 000 Ladoniens issus de plus de 50 pays. Aucun n'est résident à Ladonia, il y en eut un seul par le passé.
Le gouvernement de Ladonia est conjointement dirigé par une reine et un président. Le président et le vice-président sont élus tous les trois ans, tandis que la reine, une fois couronnée, règne à vie. Vilks est secrétaire d'État, il supervise ou exécute les opérations de la micronation comme la remise de la citoyenneté et la rédaction du journal « national ». Le conseil des ministres constitue le pouvoir législatif et participe à des débats et des votes de propositions de lois via Internet. De nombreux ministères ont des connotations artistiques et des noms fantaisistes.

## Le Ladonien
La langue officielle est le Ladonien. Elle ne comporte que deux mots : « waaaall » et « ÿp » qui se prononce avec une intonation latine. L'anglais, le suédois, le norvégien, le danois, le finnois, l'allemand et le français sont également acceptés. Chaque nouveau citoyen choisit un mot latin avec lequel il pourra communiquer.

## Galerie
|                    |
| situation du pays. |

|                                                       |
| La reine Carolyn Ire, après son couronnement en 2011. |

|                           |
| Nimis vue depuis la baie. |

|      |
| Arx. |